# Ванджиру, Самуэль
Самуэль Камау Ванджи́ру (англ. Samuel Kamau Wanjiru; 10 ноября 1986, Ньяхуруру-Фолс, Кения — 15 мая 2011, там же) — кенийский легкоатлет, олимпийский чемпион 2008 года в марафоне. С новым олимпийским рекордом 2:06:32 стал не только первым олимпийским чемпионом Кении в марафоне, но и самым молодым олимпийским чемпионом в марафоне с 1932 года. Лауреат премий «Спортсмен года AIMS» 2008 года, победитель серии World Marathon Majors в сезонах 2008/2009 и 2009/2010. Также в настоящее время владеет мировым рекордом среди юниоров на дистанции 10 000 метров.

## Биография
Уехал из Кении в Японию в 2002 году. В то время спортивный легкоатлетический клуб средней школы Sendai Ikue в городе Сендай набирал студентов, которые в дальнейшем будут учиться и выступать за школу. Ванджиру выиграл соревнования и стал учеником школы. С этого момента он начал активно тренироваться. В апреле 2004 года он принимает участие в соревнованиях за свой спортивный клуб. Он занял 8-е место на дистанции 10 000 метров, показав время 28.00,14. Спустя несколько дней на соревнованиях в Хиросиме занял 4-е место в беге на 5000 метров. В 2008 году вернулся на родину к жене и детям. В том же году стал спортсменом года в Кении.

## Достижения
В 2005 году на Роттердамском полумарафоне установил мировой рекорд в полумарафоне — 59:16. В 2007 году установил 2 мировых рекорда в полумарафоне, показывая результаты — 58:53 на Рас-эль-Хаймском полумарафоне и 58:35 на CPC Loop Den Haag. Рекорд кенийца продержался до марта 2010 года, когда его превзошёл Зерсенай Тадесе из Эритреи. В 2009 году Ванджиру выиграл Лондонский марафон с личным рекордом 2:05:10, в том же году победил на Чикагском марафоне, который выиграл и в 2010 году.

## Смерть
Погиб 15 мая 2011 года, упав с балкона своего дома в Ньяхуруру. Суд не смог установить, был ли это суицид или несчастный случай.